# Gran Vía (metrostation)
Gran Vía is een metrostation in het stadsdeel Centro van de Spaanse hoofdstad Madrid dat werd geopend op 17 oktober 1919. 

## Geschiedenis
Op 23 april 1917 werd begonnen met de aanleg van de eerste Madrileense metrolijn naar een ontwerp van architect Antonio Palacios. De metro tussen Cuatro Caminos en Sol kreeg acht stations, waaronder Red de San Luis. Het station kreeg een karakteristiek toegangsgebouw midden op de Red de San Luis, een plein iets ten noorden van de Puerta del Sol, met twee liften. Van 1910 tot 1922 werd ook gewerkt aan een nieuwe straat, de Gran Vía, die als doorbraak door de bestaande bebouwing oost-west door het noordelijke deel van de binnenstad moest lopen. Het deel ten oosten van Red de San Luis was gereed toen met de bouw van de metro werd begonnen. Het deel ten westen van Red de San Luis werd tussen 1917 en 1922 aangelegd. Toen Koning Alfonso XIII op 17 oktober 1919 de lijn opende droeg het station de naam Red de San Luis. De naderende voltooiing van de Gran Vía was een jaar later aanleiding om het station te noemen naar de nieuwe straat. Deze had onder meer het noordelijke deel van het plein in beslag genomen en het toegangsgebouw stond nu tussen de nieuwe straat en het resterende deel van het plein. 

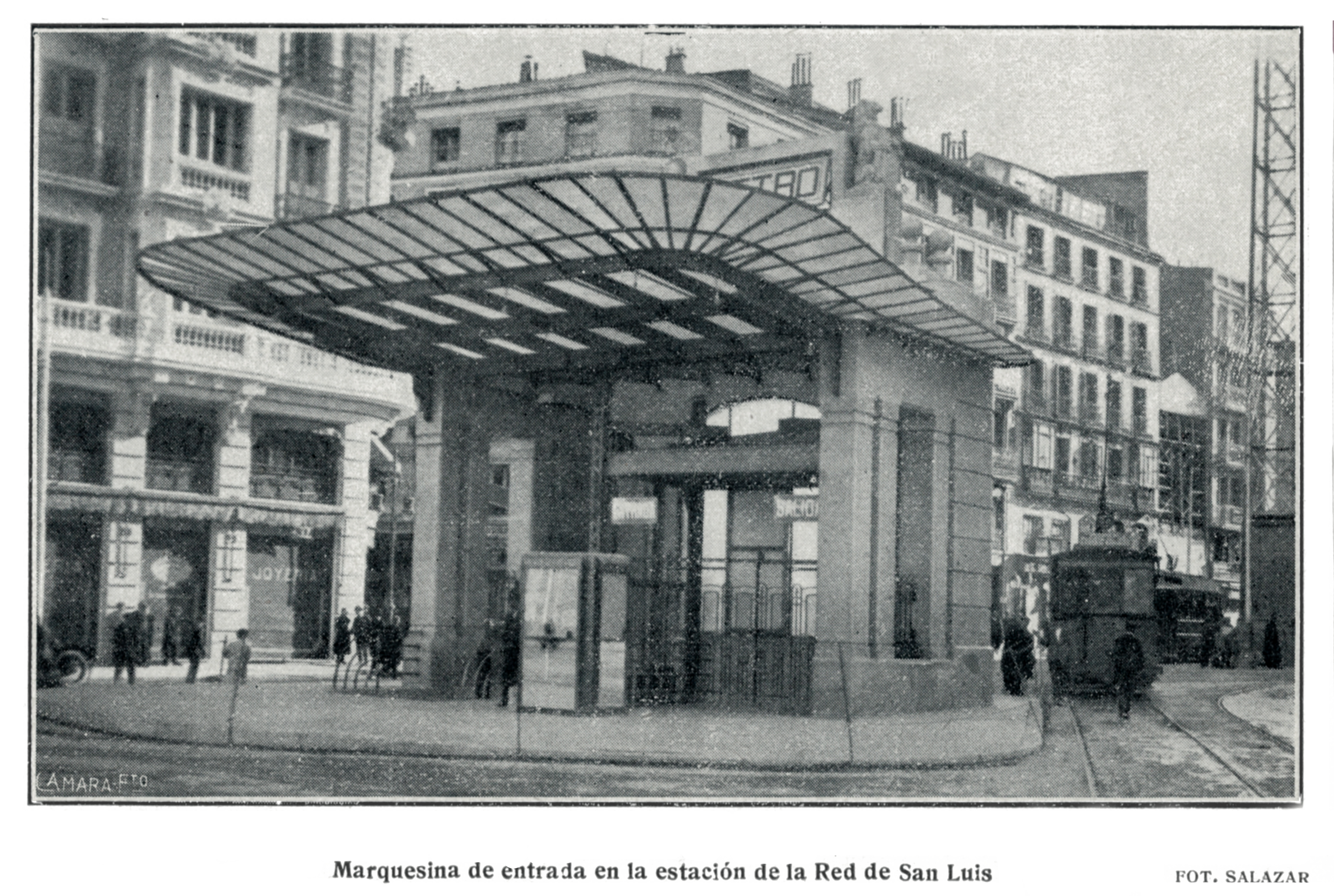
Het toegangsgebouw op 8 november 1919
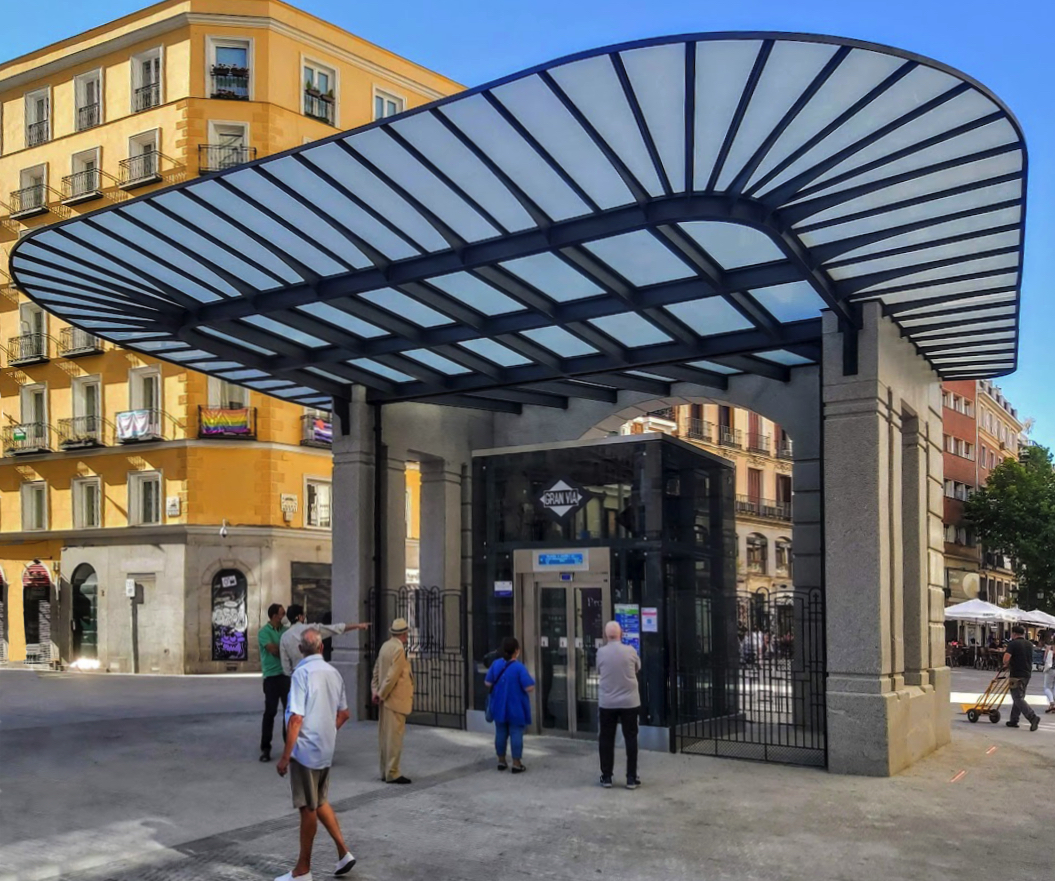
De replica uit 2021

Het nieuwe bewind na de Spaanse Burgeroorlog, onder leiding van Francisco Franco, veranderde de naam van de Gran Vía in Avenida José Antonio ter ere van José Antonio Primo de Rivera, de leider van de Falange die tijdens de burgeroorlog was geëxecuteerd. In aansluiting daarop werd het station in 1940 omgedoopt in José Antonio.
Lijn 1 was gebouwd met een perronlengte van 60 meter lang, hetgeen voldoende was voor de in 1919 gebruikte metrostellen met drie bakken. Rond 1966 werden de perrons verlengd tot 90 meter om langere metrostellen mogelijk te maken. Op 26 februari 1970 werd lijn 5 doorgetrokken onder de binnenstad met onder meer perrons bij José Antonio. De komst van lijn 5 betekende ook de bouw van nieuwe toegangen en de sluiting van de liften. Het beeldbepalende toegangsgebouw uit 1919 werd in 1972 afgebroken en door het metrobedrijf overgedaan aan de gemeente O Porriño, de geboorteplaats van Palacios, die het herbouwde in het Campo da Feira. In 1984 werd het station weer omgedoopt in Gran Vía.  
Op 3 juli 2016 werden de perrons van lijn 1 van het station gesloten vanwege werkzaamheden tussen de stations Plaza de Castilla en Sierra de Guadalupe. Deze werkzaamheden omvatten het waterdichtmaken en versterken van de tunnel, de oudste van het Madrileense net, door cementinjecties en betonnen steunen met steunnetten. Daarnaast werd de rijdraad vervangen door een stroomrail aan het plafond en werden de stationsvoorzieningen opgeknapt en uitgebreid. Deze werkzaamheden werden op 12 november 2016 afgerond en op 13 november 2016 werd de metrodienst op lijn 1 tussen de stations Cuatro Caminos en Atocha Renfe, en daarmee bij Gran Vía, hervat. De perrons van lijn 5 waren van juli tot september 2017 gesloten wegens onderhoud.
In 2018 werd begonnen met een verbouwing om het station rolstoeltoegankelijk te maken. Hoewel het bestuur van de regio Madrid meerdere malen had gezegd dat het station tijdens de verbouwing open zou blijven werd het op 20 augustus 2018 voor reizigers gesloten. De heropening was toen gepland voor april 2019 en tijdens de verbouwing reden de metro's op beide lijnen door het station zonder te stoppen. De gelegenheid werd aangegrepen om het station aan te sluiten op de perrons van de Cercanías bij Sol. Voor de lift tussen stationshal en de straat werd een replica van het oorspronkelijke toegangsgebouw op de oorspronkelijke locatie gebouwd, zij het met een in plaats van twee liften. De opleveringsdatum werd opgeschoven tot oktober 2019 en vervolgens nog meerdere keren uitgesteld. Uiteindelijk was het werk op 16 juli 2021 gereed en kon het station, na bijna 3 jaar, worden heropend voor reizigers. 

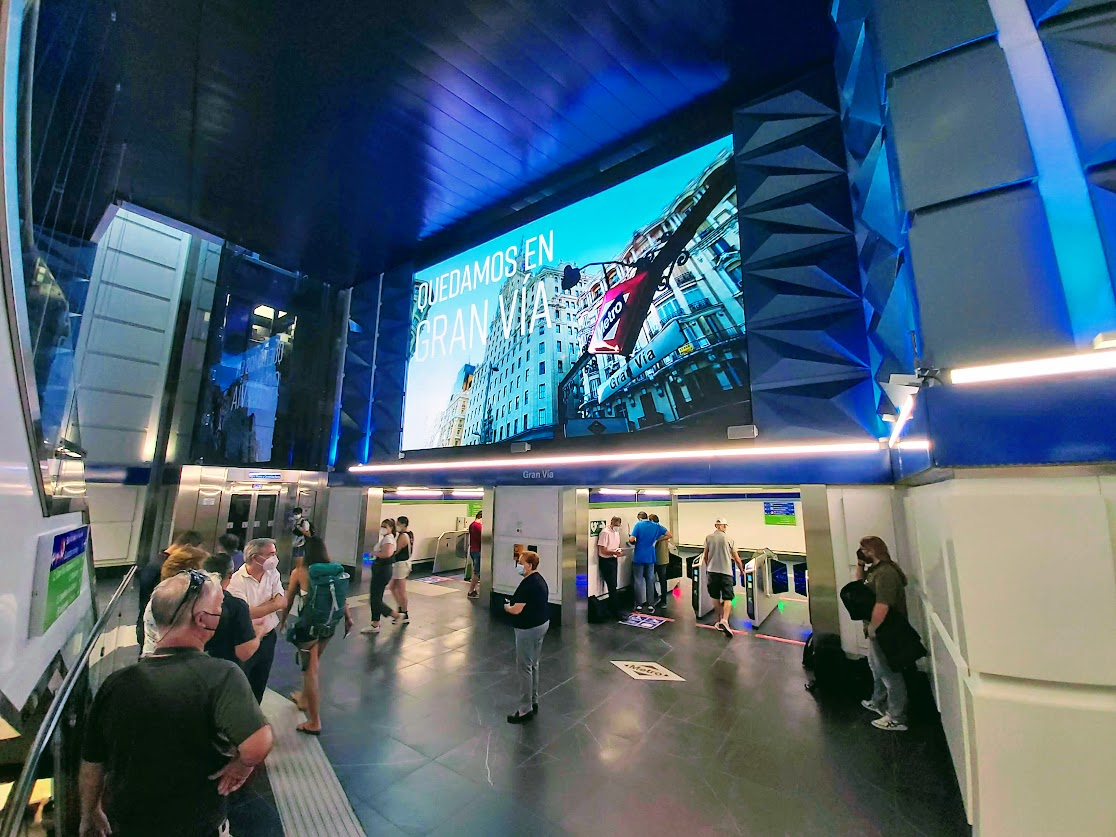
De stationshal uit 2021
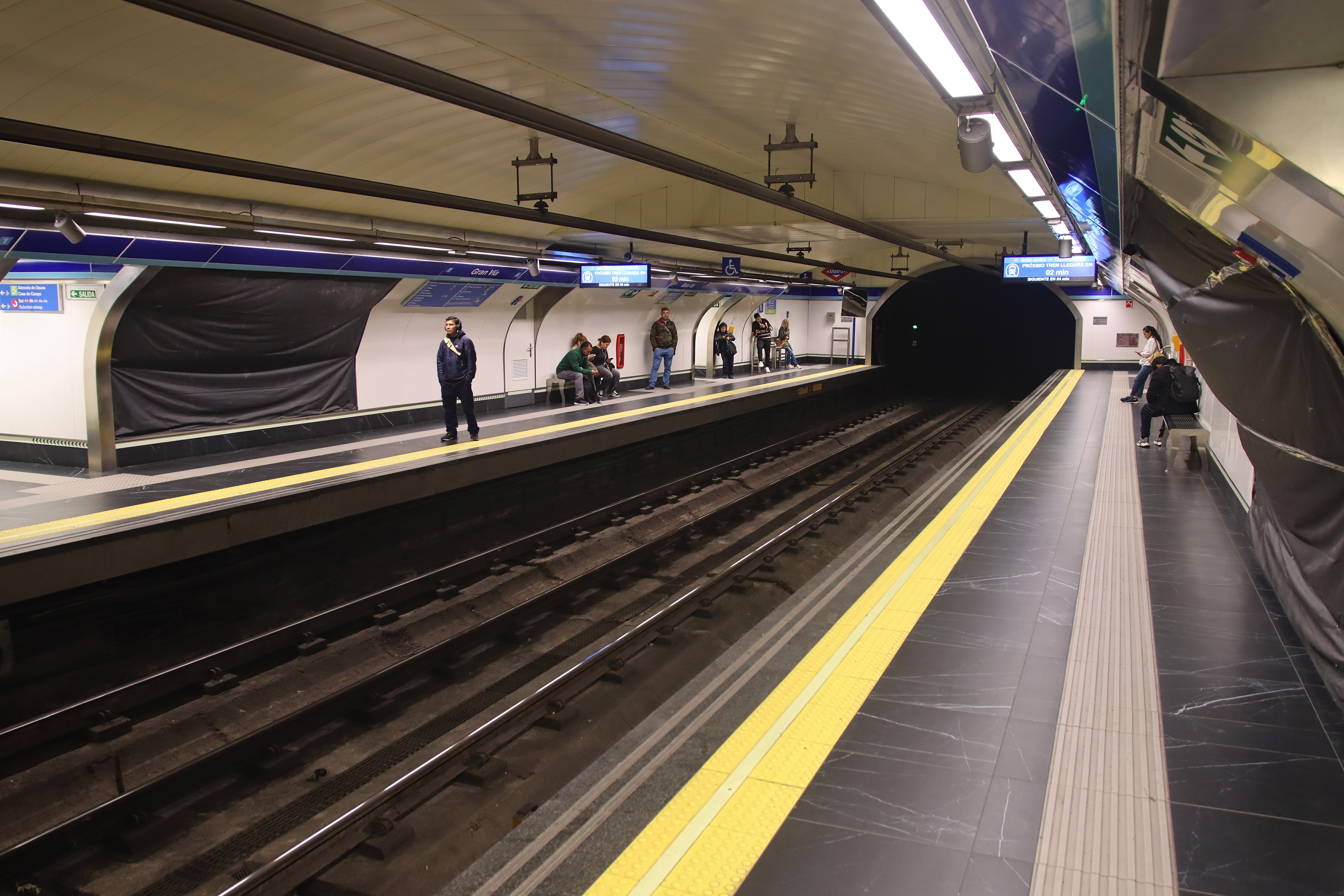
Sporen en perrons van lijn 1
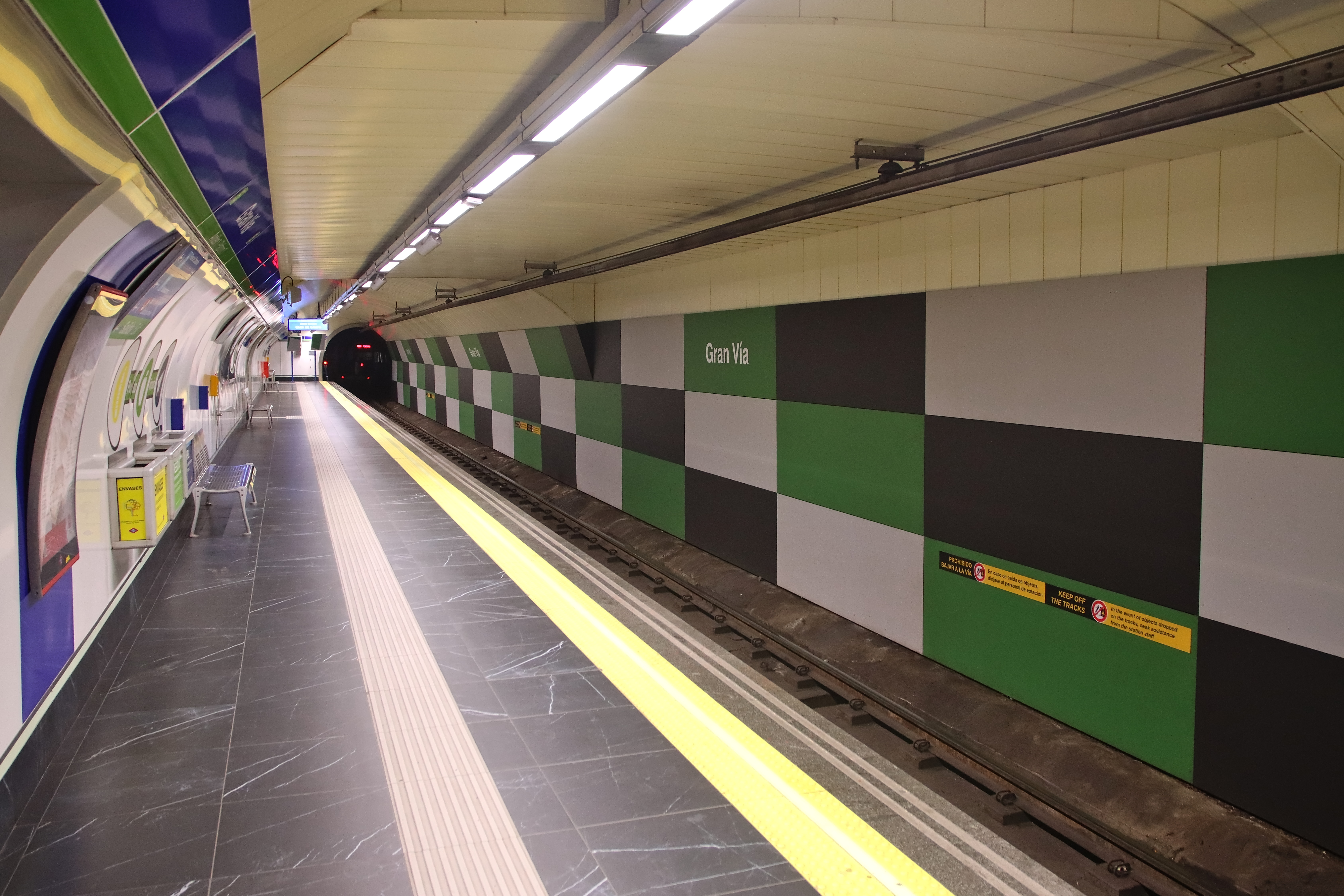
De opgesierde scheidingswand

## Ligging en inrichting
De ondergrondse stationshal ligt op niveau -2 onder het pleintje Red de San Luis, op de dwarsing van de Calle Gran Vía en de Calle de la Montera, tussen het toegangsgebouw en de Gran Vía. In 1919 konden reizigers alleen per lift tussen de straat en een gang op niveau -3 het station in en uit. Deze gang was via vaste trappen met de perrons op niveau -4 verbonden. Reizigers die het station in wilden moesten voorafgaand aan het gebruik van de lift betalen. De twee liften waren destijds door een noodtrap rond de liftkoker omsloten. In 2021 werd slechts een lift geplaatst die echter doorloopt tot niveau -4 zodat de perrons ook voor rolstoelgebruikers bereikbaar zijn. Behalve met de lift zijn er nog twee toegangen op straatniveau, die met roltrappen en vaste trappen met de stationshal verbonden zijn. De toegang uit 1970 ligt in een voetgangerstunnel onder de Gran Vía ter hoogte van het Edificio Telefonica, de voetgangerstunnel is aan weerszijden van de Gran Vía toegankelijk. De andere toegang ligt aan de zuidrand van de Gran Vía op de hoek aan de oostkant van Red de San Luis.
De perrons van lijn 1 liggen, noord-zuid, op niveau -4 voor de gevels aan de westkant van het plein, die van lijn 5 liggen, oost-west, onder de Gran Vía op niveau -6. Beide lijnen hebben een enkelgewelfdstation met zijperrons, als bijzonderheid heeft lijn 5 echter een scheidingswand tussen de beide sporen, zodat het een dubbelgewelfdstation lijkt. Deze constructie is op het metronet verder alleen toegepast op de stations Alonso Martínez en Chueca aan lijn 5; Conde de Casal aan lijn 6 en Alonso Martínez en Tribunal aan lijn 10. De scheidingswand werd tijdens de verbouwing opgesierd met witte, groene en zwarte rechthoeken. 